# Buchhorst (Braunschweig)
Koordinaten: 52° 15′ 46,3″ N, 10° 35′ 51,6″ O

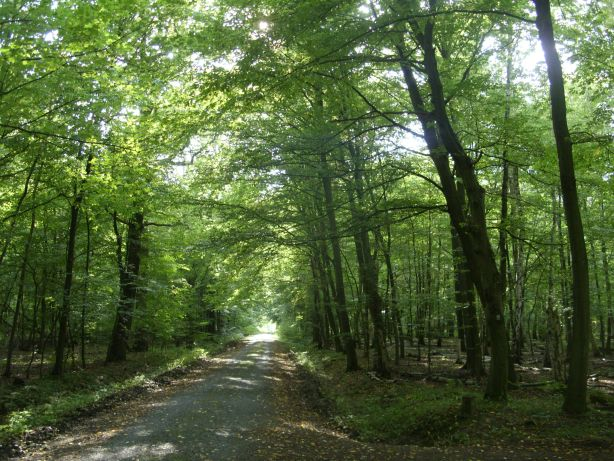
Buchhorst

Die Buchhorst ist ein etwa 250 Hektar großes Laubmischwaldgebiet im Osten von Braunschweig, dessen nördlicher Teil zum Naturschutzgebiet Riddagshausen gehört und dessen südlicher Teil seit 1968 als Landschaftsschutzgebiet ausgewiesen ist. Die Trennung in beide Teile erfolgt durch die Bahnstrecke Braunschweig–Magdeburg.

## Geographie

### Lage und Größe
Die Horst liegt östlich von Riddagshausen und der Wabeniederung, die sich hier von Südost nach Nordwest erstreckt. Zwischen Ortschaft und Waldgebiet liegt der Legdenanger. Im Norden wird der Wald vom Weddeler Graben begrenzt, der in Riddagshausen in die Wabe mündet und das nördlich gelegene Teichgebiet versorgt und entwässert. Im Nordosten reicht die Niederung dieses Grabens bis zur Stadtgrenze, an die sich die Gemarkung Weddels anschließt. Im Osten grenzt der Wald fast an die Feldmark von Klein Schöppenstedt und wird im Süden von der ehemaligen Bundesstraße 1 (jetzt Kreisstraße K 140 im Landkreis Wolfenbüttel) begrenzt. Die Braunschweiger Ebertallee führt zwischen Wald und Wabetal entlang und ist auf Höhe des Bahnübergangs die westliche Grenze.
Die Hauptachse des Waldes, die etwa parallel zum Wabetal verläuft, wird durch den Nehrkornweg und seiner früheren Verlängerung bis nach Klein Schöppenstedt gebildet und ist etwa 2,5 Kilometer lang. Die Breite des Waldgebiets beträgt rund 1,5 Kilometer.

### Geologie und Höhenangaben

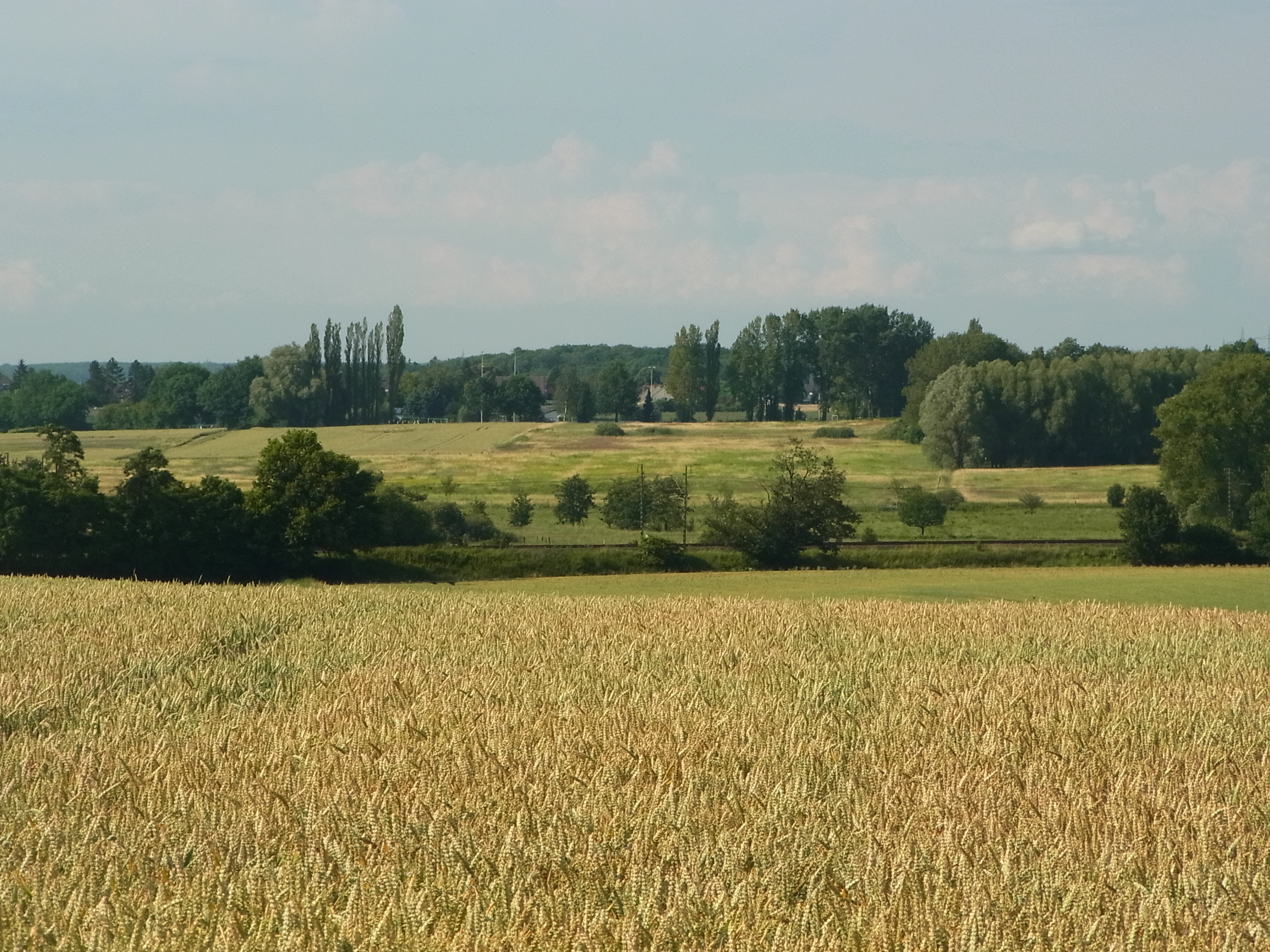
Blick nach Norden entlang dem Ostrand des Waldes über die Bahnstrecke in die Grabenniederung

Das Waldgebiet liegt auf einer lössbedeckten Formation gemischten Juragesteins, die weitestgehend von eiszeitlichen Ablagerungen umgeben ist. Im Gebiet der Mönchsteiche tritt Tonmergelstein aus der Kreidezeit an und erstreckt sich weiter nach Südosten. In den Tälern von Weddeler Graben und Wabe/Mittelriede finden sich typische neuzeitliche Aueablagerungen aus Sand, Ton, Kies und Schluff. Das Gebiet gehört naturräumlich zum Weddeler Hügelland (Naturraum 624.11), einem Unterraum des Ostbraunschweiger Flachlands. Die Südgrenze des Waldes ist gleichzeitig Naturraumgrenze zum südlich gelegenen Ostbraunschweigischen Hügelland.
In der Buchhorst steigt das Gelände von etwa 75 m ü. NHN in den Niederungen bis auf 93 Meter im Nordosten beim Legdenanger und im südlichen Teil bis über 100 Meter Richtung Klein Schöppenstedt an. Dort gibt es ein deutliches Gefälle nach Westen, dem die Bäche aus den Mönchsteichen und dem Kauleteich Richtung Wabe folgen.

## Geschichte

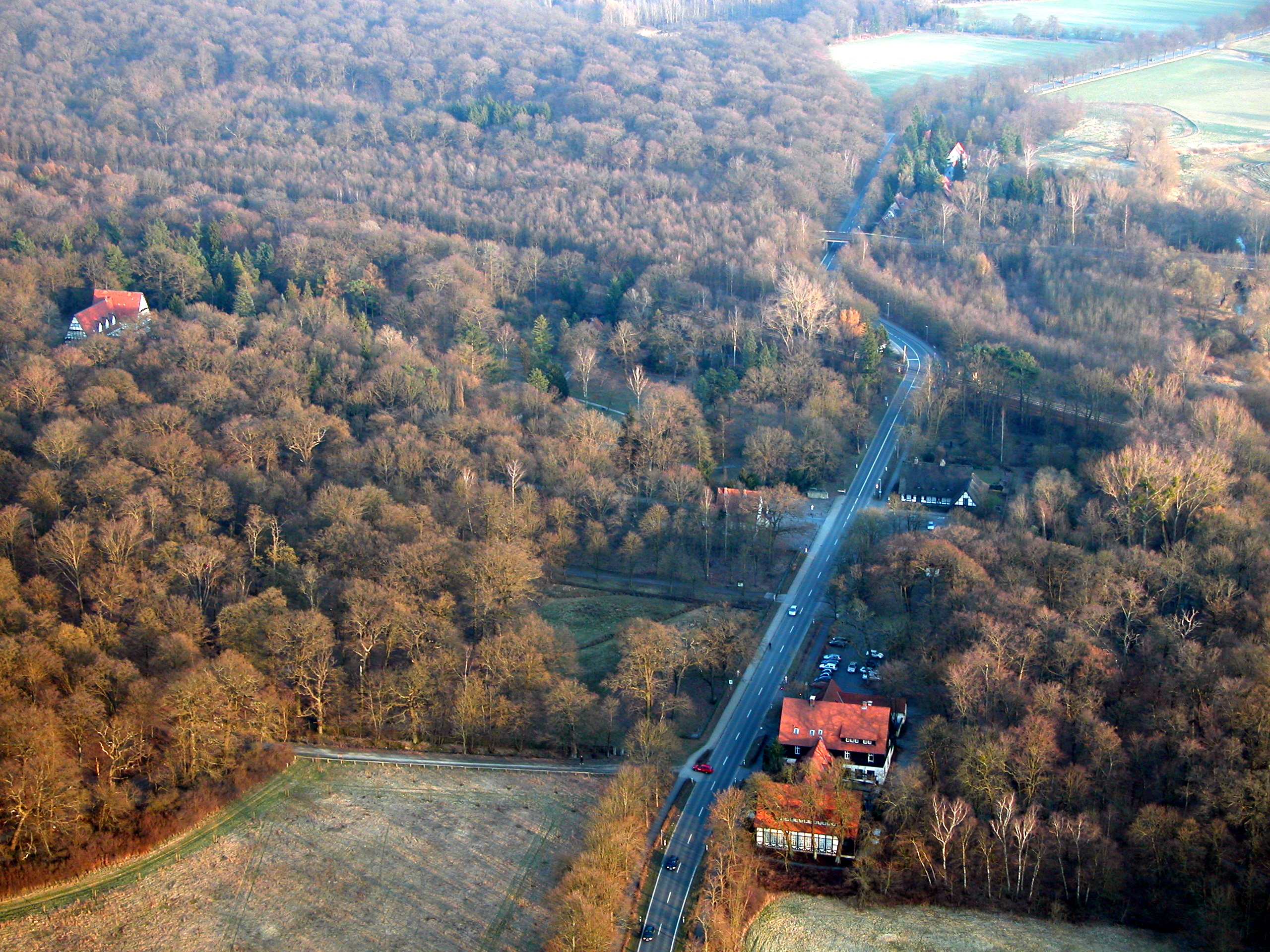
Luftaufnahme mit Blick entlang der Ebertallee nach Süden: Vorn die Gaststätte Grüner Jäger mit dem Bahnübergang, links der Reichsjägerhof.

Das Gebiet der heutigen Buchhorst gehörte wie auch die Riddagshäuser Teiche zum Besitz des Klosters Riddagshausen, allerdings war es damals noch eine Viehweide. Mit der Errichtung der Gaststätte Grüner Jäger im 18. Jahrhundert wuchs offenbar das Interesse der Braunschweiger Stadtbevölkerung an diesem Naherholungsgebiet, so dass 1821 Spazierwege und 1838 ein Forstbotanischer Garten, das heutige Arboretum Riddagshausen angelegt wurden. Erst ab 1881 erfolgte die planmäßige Aufforstung zum Laubmischwald und anschließend der Anbau von Nadelhölzern.
Die Eisenbahnlinie Braunschweig–Helmstedt wurde ab 1872 quer durch den Wald angelegt und zerschneidet ihn heute in den nördlichen und den südlichen Teil. Dieser Linie wurde ein nicht unwesentlicher Teil des Arboretums geopfert. Mit dem Ausbau der Braunschweig-Schöninger Eisenbahn ab 1900 wurde eine weitere Schneise durch den Wald geschlagen, und zwar zwischen dem Bahnhof Schapen bei Schäfer’s Ruh und der heutigen Gaststätte Aquarius beim Kauleteich. Diese Gleise samt Brücke über die Helmstedter Strecke wurden ab 1971 zurückgebaut und der Bahndamm teilweise als Spazierweg genutzt.
Die Gründung des Reichsjägerhofs ab 1934 forderte weitere Flächen von Wald und Arboretum, hatte aber auch die Widmung von Wald und Teichgebiet als Naturschutzgebiet zur Folge. Die Ausweisung des übrigen Teils als Landschaftsschutzgebiet erfolgte 1968.

## Heutiger Zustand

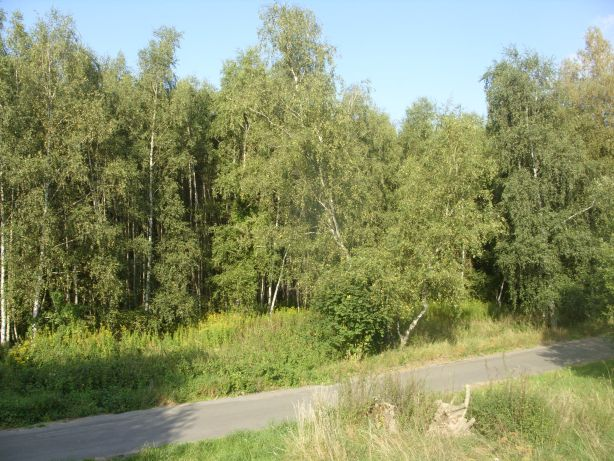
Dreißig Jahre alter Pionierwald im Holzkamp

### Bewirtschaftung
Der Wald ist heute überwiegend im Besitz der Stiftung Braunschweigischer Kulturbesitz als Nachlassverwalterin der ehemaligen Klösterbesitztümer. Das Waldgebiet wird überwiegend von Laubwald mit alten Eichen, Birken und Buchen mit eingestreuten Nadelwaldbereichen charakterisiert.
Im Nordosten der Buchhorst befindet sich eine Naturwaldparzelle, die aus der forstwirtschaftlichen Nutzung herausgenommen wurde. Der Wald wird hier seiner natürlichen Entwicklung überlassen. Die Naturwaldparzelle besteht seit Oktober 1984, zunächst aus einem 20,6 Hektar großen Teilstück. 1996 wurde sie auf 33 Hektar ausgedehnt.
Nordwestlich der Buchhorst liegt seit etwa 1984 die ehemalige Ackerfläche Holzkamp brach. Auf dieser hat sich durch die natürliche Sukzession ein von Birken geprägter Pionierwald entwickelt, in dem langsam Eichen, Eschen und Buchen nachfolgen.

### Naherholung und Freizeitangebote

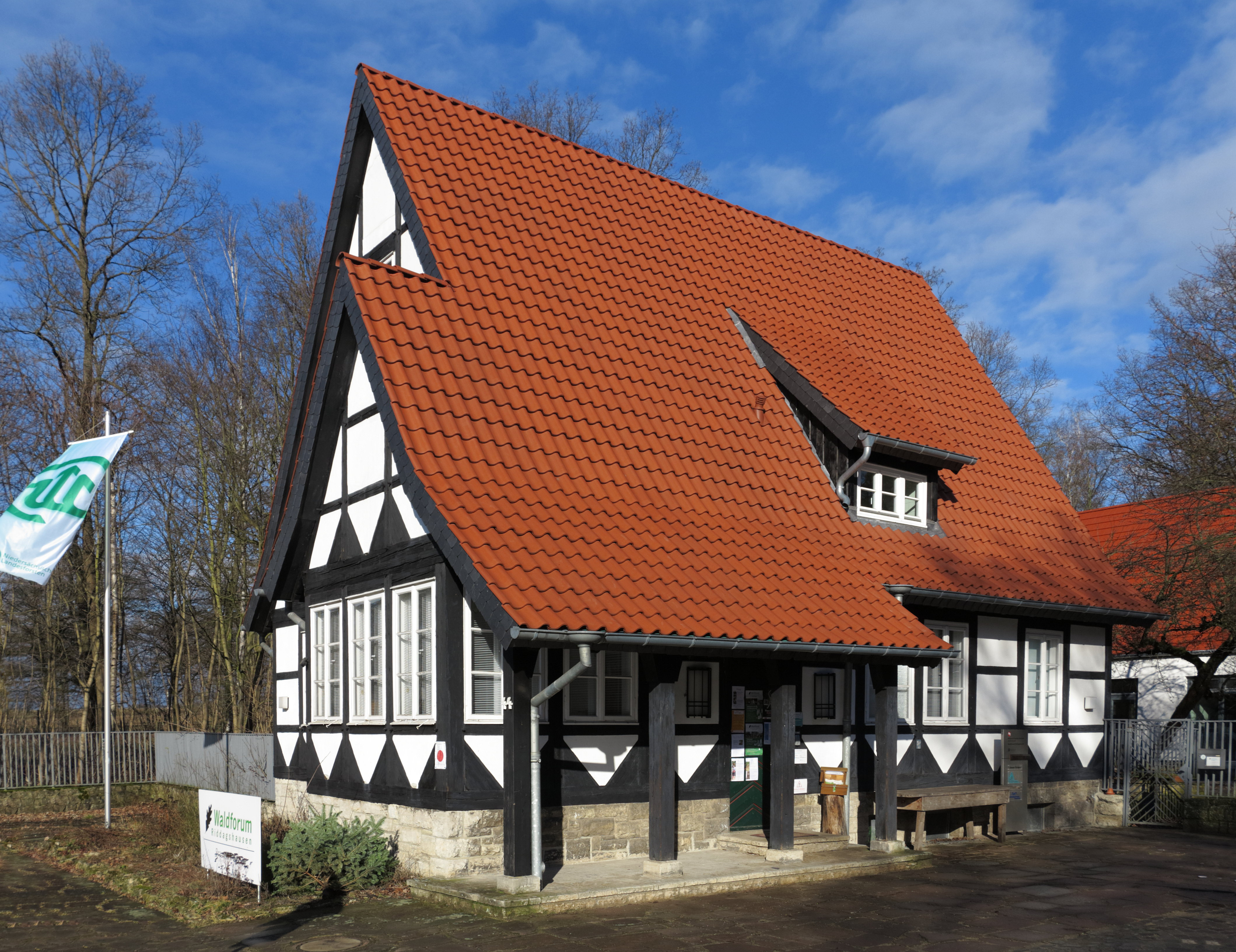
Waldforum Riddagshausen

Wie die Riddagshäuser Teiche ist auch die gesamte Buchhorst wegen ihrer Stadtnähe ein beliebtes Naherholungsgebiet für Spaziergänge und Radtouren. Bis in die 1970er Jahre existierten im nördlichen Teil noch ein Forsthaus und die Gastwirtschaft „Waldschänke“, ein weiteres Ausflugslokal war das „Waldhaus“ an der Ebertallee. Die Bebauung im Naturschutzgebiet wurde später aufgelassen und neue Restaurants siedelten sich im Randbereich an.
Im Naturschutzgebiet sind vielfältige Erkundungspfade mit Hinweistafeln und Verweilgelegenheiten eingerichtet worden, die auf die schützenswerte Artenvielfalt hinweisen. Das von den Niedersächsischen Landesforsten betriebene „Waldforum Riddagshausen“ (gegenüber dem Grünen Jäger) bietet vielfältige Veranstaltungen und Führungen an. Auch andere Verbände organisieren Erlebnisführungen tags und nachts.
Der Europäische Fernwanderweg E6 führt durch den östlichen und den südlichen Teil der Buchhorst.

## Gedenkstätte Buchhorst

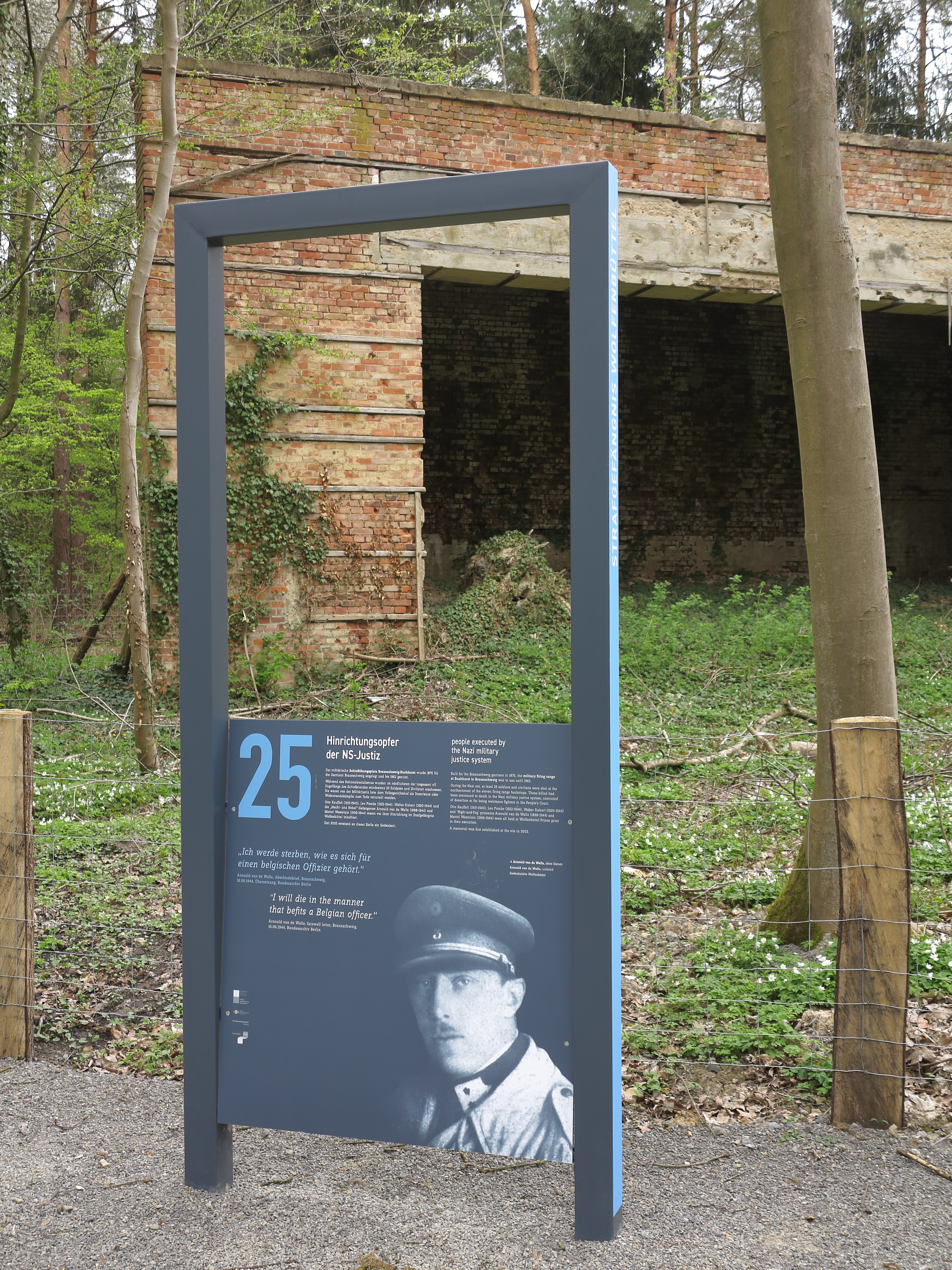
Gedenkstätte am ehemaligen Kugelfang, dem Hinrichtungsort

In der Buchhorst befindet sich eine Reihe ehemaliger Kugelfänge, die als Abschluss militärischer Schießbahnen dienten. Neun von ihnen wurden in der Zeit vor 1900 errichtet, die restlichen zwei in den 1930er Jahren. Sie haben jeweils eine Öffnung mit einer Breite von zehn Metern und einer Höhe von fünf Metern. Die älteren Kugelfänge sind gemauert, die beiden neueren aus Beton. Ursprünglich waren die Öffnungen zur Verhinderung von Querschlägern mit Holz und Teerpappe verkleidet. Die Bundeswehr nutzte den Schießstand bis 1962. Eigentümerin der Fläche ist die Stiftung Braunschweigischer Kulturbesitz.
In der Zeit des Nationalsozialismus fanden hier Erschießungen von verurteilten Deserteuren, Widerstandskämpfern und Kriegsgefangenen statt. Die Unterlagen darüber wurden weitgehend vernichtet, so dass nicht genau feststeht, wie viele Menschen hingerichtet wurden. Es wurde zunächst von mindestens vier Personen ausgegangen, anderen Quellen zufolge waren es zwischen 1940 und 1945 mindestens neun Menschen. Derzeit wird von mindestens 25 Personen ausgegangen. 
Zur Erinnerung an die Opfer der NS-Justiz wurde an der Stelle des früheren Schießstandes eine Gedenkstätte eingerichtet. 2021 wurde die gerade aufgestellte Gedenktafel vor der Einweihung durch ein Feuer beschädigt. Die Stiftung niedersächsische Gedenkstätten vermutete einen Brandanschlag.